# Anthaxia knulli
Anthaxia knulli es una especie de escarabajo del género Anthaxia, familia Buprestidae. Fue descrita científicamente por Obenberger en 1928.